# Base de Hamel
Una Base de Hamel {\displaystyle H} de un espacio vectorial {\displaystyle X} sobre un cuerpo {\displaystyle (K,+,\cdot )} consiste en un subconjunto de {\displaystyle X} que cumple:
1)Es linealmente independiente:
{\displaystyle \forall F\subseteq H,F\;\mathrm {finito} \;,\sum _{f\in F}\lambda _{f}\cdot f=0_{X},\mathrm {con} \;\lambda _{f}\in K\Rightarrow \lambda _{f}=0_{K}}
2)Genera {\displaystyle X}, es decir:
{\displaystyle \forall x\in X,\exists \;F\;\mathrm {finito} ,F\subseteq H\;\mathrm {tal\;que:} \;\sum _{f\in F}\lambda _{f}\cdot f=x,\;\mathrm {con} \;\lambda _{f}\in K}
Es posible demostrar que el Axioma de Elección (o más directamente, en función a alguna de sus formas equivalentes como el Lema de Zorn o el Principio maximal de Hausdorff) implica que todo espacio vectorial no trivial admita una Base de Hamel. 